# Integrated Gasification Combined Cycle
Der Integrated Gasification Combined Cycle (IGCC, deutsch: Kombi-Prozess mit integrierter Vergasung) ist ein Gas-und-Dampf-Prozess mit vorgeschalteter Brennstoffvergasung.

## Verfahren

Schema eines Kombi-Prozesses mit integrierter Vergasung

Der Primärbrennstoff wie Kohle, Biomasse oder Abfall wird in einem Vergaser unterstöchiometrisch (λ ungefähr zwischen 0,2 und 0,4) zu energiereichem Brenngas umgewandelt. Die Wirkungsgrade (Kaltgaswirkungsgrad) betragen bei fortgeschrittener Anlagentechnologie circa 80 %.
Beispiele für Vergaser sind der 
- Chevron-Texaco (Chevron Corporation),
- der E-Gas (ConocoPhillips)
- Transport Reactor (Kellogg Brown & Root)
- SCGP (Shell)
- GSP/Noell (Siemens)
- PWR (Pratt & Whitney Rocketdyne)

Das entstandene Rohgas wird gekühlt, die Abwärme aus dem exothermen Vergasungsprozess wird in den Wasser-Dampf-Kreislauf der Anlage eingeleitet. Dann wird das Rohgas gereinigt und durchläuft dabei Entschwefelungsanlagen (Rectisolverfahren, Claus-Prozess, Selexol), Filter und andere Einheiten. An dieser Stelle wird das Gas in einer Gasturbine verbrannt, wobei der Brennraum in das Turbinengehäuse integriert ist. 
Alternativ lassen sich neben der Verstromung aus dem Synthesegas auch stoffliche Produkte generieren, wie z. B. reiner Wasserstoff, Methanol, Treibstoffe oder synthetisches Erdgas.
Die Abwärme wird zum Verdampfen von Flüssigkeit in einem Sekundärkreislauf genutzt. Der Dampf selber wird durch eine Dampfturbine geschickt und entspannt. Die Restwärme kann noch in ein Wärmeübertragernetzwerk eingespeist werden (intern etc.) Die Anlagen erreichen Wirkungsgrade bis zu 60 % ohne und einen Brennstoffnutzungsgrad von bis zu 80 % mit Abwärmenutzung. Für weitere technische Details des Prozesses nach der Vergasung siehe GuD.
1972 wurde die erste IGCC-Anlage mit dem Lurgi-Vergasungsverfahren aufgebaut und betrieben (Lünen, Deutschland). Später kamen weitere hinzu, unter anderem Cool water Buggenum (Niederlande), Puertollano (Spanien) sowie Wabash River und Tampa in den USA.
Die erste biomassebasierte IGCC-Anlage (BIGCC) wurde in Värnamo (Schweden) aufgebaut und erfolgreich betrieben. Allerdings wurde die Anlage später für Forschungszwecke umgebaut und der BIGCC-Betrieb eingestellt. 2006 wurde von einer neuen BIGCC-Anlage in Bahia (Brasilien) berichtet. 2009 soll das erste chinesische IGCC-Kraftwerk in Tianjin errichtet werden.
2013 wurde  Edwardsport Power Station, die erste große IGCC-Kraftwerk, erfolgreich betrieben in Vigo Township, Knox County (Vereinigte Staaten).